# Opland

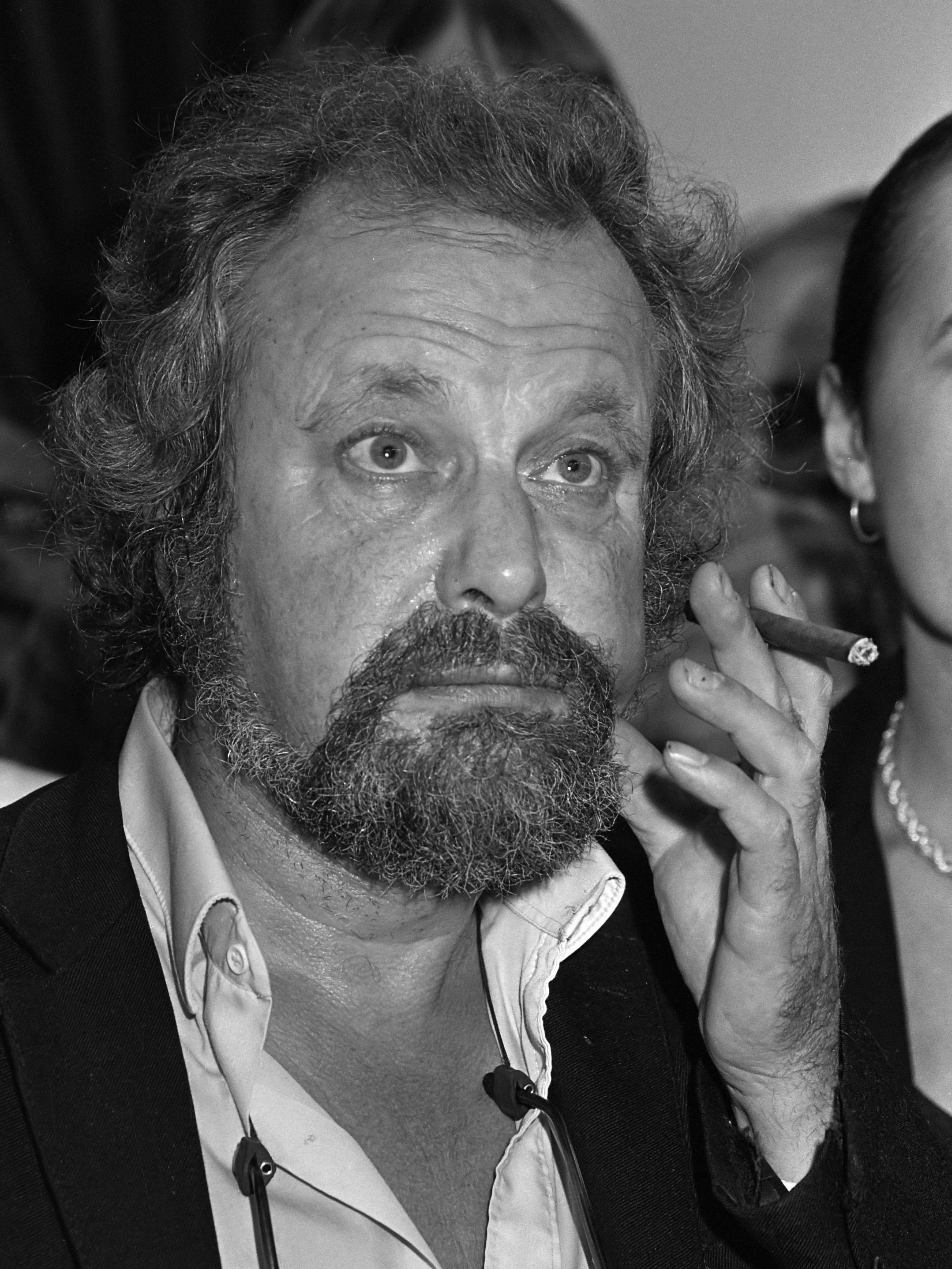
Opland (1981)

Opland (eigentlich Rob Wout, * 18. Juli 1928 in Amsterdam; † 19. Juli 2001 ebenda) war ein niederländischer Zeichner, der durch seine politischen Cartoons bekannt wurde.

## Leben

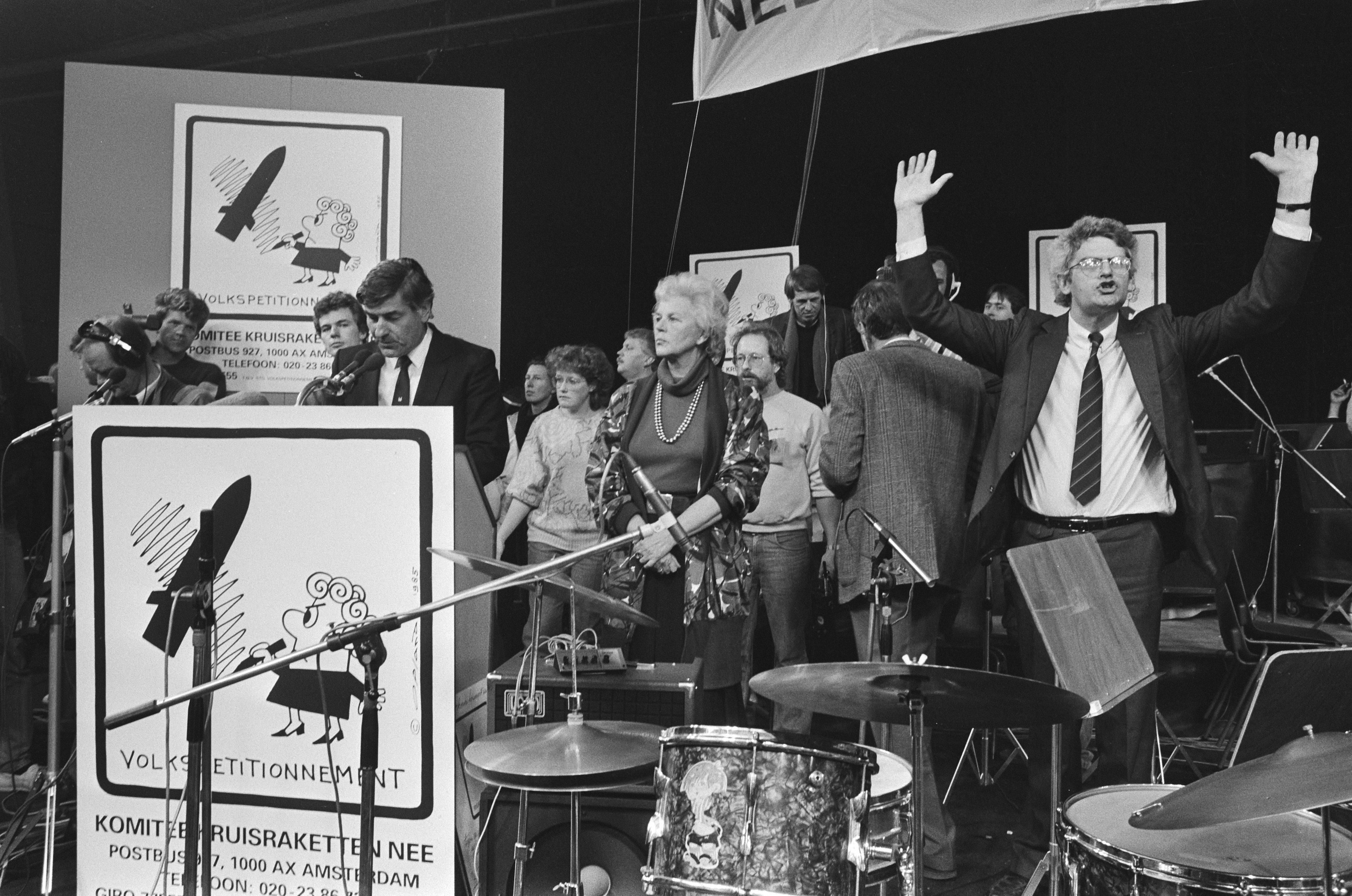
Friedensbewegung in den Niederlanden (1985)

Opland arbeitete ab 1947 für die politische Wochenzeitschrift De Groene Amsterdammer und ein Jahr später auch für die Tageszeitung de Volkskrant. Seine Zeichnungen, in denen er das politische Geschehen der Niederlande und der restlichen Welt karikierte, wurden zu einem Markenzeichen beider Blätter, für die er bis kurz vor seinem Tod tätig war. Oplands endgültiger Aufstieg zu einem der bekanntesten politischen Karikaturisten der Niederlande geschah Ende der 1970er Jahre, als er mit seinen Zeichnungen die Friedensbewegung unterstützte. Dabei entstand ein Bild, das weltweit Verwendung fand, es ist das einer Frau, die eine Atomrakete wegtritt.